# Mike Leonard (journaliste)
Pour les articles homonymes, voir Mike Leonard.
Michael « Mike » Leonard (né le 30 novembre 1947) est un journaliste de la télévision américaine travaillant actuellement pour The Today Show sur la chaîne NBC. 
Leonard a été un journaliste correspondant vedette pour The Today Show pendant 20 ans. Il est connu pour ses histoires sur la vie de tous les jours et sa façon originale de présenter son travail.